# رایان پینی
رایان پینی (به انگلیسی: Ryan Pini) (زادهٔ ۱۰ دسامبر ۱۹۸۱) شناگر اهل پاپوآ گینه نو است.